# Jumoke Oduwole
Olajumoke Omoniyi Oduwole là một luật sư và học giả người Nigeria. Bà được bổ nhiệm làm Chủ tịch Prince Claus từ 2013 – 2015.

## Giáo dục và cuộc sống ban đầu
Jumoke Oduwole sinh ra ở bang Lagos, Nigeria, nơi bà hoàn thành chương trình giáo dục tiểu học và trung học. Năm 1998, cô tốt nghiệp với bằng LL. Bằng B về Luật của Đại học Lagos và được gọi vào Đoàn luật sư Nigeria năm 1999. Bà ấy có bằng LL. Bằng M về luật thương mại mà cô có được từ Đại học Cambridge năm 2000 với tư cách là học giả của DFID- Cambridge Commonwealth Trust. Năm 2007, Jumoke tốt nghiệp Đại học Stanford, nơi bà nhận bằng thạc sĩ về Nghiên cứu pháp lý quốc tế và sau đó lấy bằng tiến sĩ về thương mại và phát triển quốc tế từ cùng một tổ chức.

## Nghề nghiệp
Năm 2000, Jumoke đã có một thời gian làm việc với FCMB Capital Market với tư cách là một chủ ngân hàng đầu tư cho đến năm 2003. Năm 2004, bà được tuyển dụng làm giảng viên Khoa Luật tại Đại học Lagos, nơi cô hiện đang là thành viên của ủy ban thượng viện và là một nhà nghiên cứu.
Năm 2012, Jumoke được chọn tham dự Diễn đàn lãnh đạo trẻ châu Âu - châu Phi của BMW. Sự quan tâm của cô đối với các vấn đề liên quan đến phát triển thanh thiếu niên đã đưa cô đến với việc đồng sáng lập một tổ chức phi chính phủ có tên "Không giới hạn" với quan điểm truyền cảm hứng và truyền đạt các giá trị lãnh đạo ở thanh niên Nigeria. Cô cũng đã được chọn làm cộng sự của Viện Lãnh đạo Châu Phi cho Tổng Giám mục Desmond Tutu Fellowship năm 2013. Vào tháng 1 năm 2016, Jumoke được bổ nhiệm làm Trợ lý đặc biệt cao cấp cho Chủ tịch Công nghiệp, Thương mại và Đầu tư.